# Manairó (restaurant)
Manairó era un restaurant ubicat al carrer Diputació, 424, al barri del Fort Pienc de Barcelona.

## Història i descripció
Va ser fundat l'any 2003 pel xef Jordi Herrera, i el seu nom fa referència als manairons, els éssers fantàstics de mida diminuta presents en la mitologia dels Pirineus que formen part de la gran família dels follets, i les aventures imaginàries dels quals van servir per ajudar els seus dos fills a agafar el son.
El local estava decorat amb escultures del mateix Herrera, que hi aconseguia uns matisos de sabors sorprenents amb  artefactes com la graella de claus i el bufador, que més aviat semblen propis d'un taller de fosa. Així es capaç d'integrar el que va ser el seu primer invent, «la graella de claus» per a les carns, o l'últim, un forn amb brasa anomenat Brutus, on en injectar aire calent es disparava la temperatura.
L'any 2008 va rebre una Estrella Michelin, que va mantenir fins al 2015. L'any 2023 va acabar tancant les seves portes.